# Буревестниковые
Буреве́стниковые (лат. Procellariidae) — семейство морских птиц из отряда буревестникообразных. К буревестниковым относятся многочисленные виды, в основном это птицы средней величины. Представители этого семейства встречаются у берегов всех океанов, но большей частью в Южном полушарии.

## Характеристика
Как и у других буревестникообразных, у представителей этого семейства имеются два трубообразных отверстия на верхней части клюва, через которые они выделяют морскую соль и желудочные соки. Клюв длинный и крючкообразный с острым концом и очень острыми краями. Это помогает лучше удерживать скользкую добычу, например рыбу.
Величина буревестниковых сильно колеблется. Самым малым видом является малый буревестник, длина которого составляет 25 см, размах крыльев — 60 см, а масса всего 170 г. Большинство видов не намного крупнее его. Исключением является лишь гигантские буревестники, напоминающие небольших альбатросов. Они могут достигать величины до 1 м, размаха крыльев до 2 м и массы до 5 кг.
Оперение у буревестниковых белого, серого, коричневого или чёрного цвета. Все виды выглядят довольно неприметно, а некоторые так схожи друг с другом, что различить их очень трудно. Видимого полового диморфизма у буревестниковых не наблюдается, за исключением чуть меньшей величины у самок.
Все буревестниковые умеют очень хорошо летать, но в зависимости от вида имеют разные стили полёта. Их лапы, по сравнению с крыльями, развиты слабо и расположены далеко сзади.

## Образ жизни
За исключением брачного сезона буревестниковые проводят всю свою жизнь на море и приспособлены даже к самым тяжёлым погодным условиям. Их пищей являются маленькие рыбы и беспозвоночные морские животные, плавающие вблизи поверхности воды. Буревестниковые гнездятся, как правило, около побережья, нередко на крутых скалах или грудах камней. Они откладывают одно единственное яйцо с белой скорлупой, которое в соотношении с размерами самой птицы необычайно велико. Период насиживания длится от 40 до 60 дней. У малых видов вылупившийся детёныш начинает летать уже спустя 50 дней, у более крупных видов первый полёт в среднем происходит спустя 120 дней.

## Классификация
Семейство буревестниковые подразделяется на 2 подсемейства с 16 родами и 100 видами:
Подсемейство Fulmarinae — птицы со скользящим планирующим полетом, пищу добывают в самых поверхностных слоях, при приеме пищи садятся на воду, не приспособлены или мало приспособлены к нырянию.
- Гигантские буревестники (Macronectes) (2 вида)
- Глупыши (Fulmarus) (2 вида)
- Антарктические буревестники (Thalassoica) (1 вид)
- Капские голубки (Daption) (1 вид)
- Снежные буревестники (Pagodroma) (1 вид)
- Голубые буревестники (Halobaena) (1 вид)
- Китовые птицы (Pachyptila) (7 видов)
- Кергеленские тайфунники (Aphrodroma) (1 вид)
- Тайфунники (Pterodroma) (35 видов)
- Pseudobulweria (5 видов)
- Тайфунники-бульверии (Bulweria) (3 вида)
- Pelecanoides — Нырковые буревестники (4 вида)
- Ardenna (7 видов)

Подсемейство Puffininae — птицы с планирующим полетом, чередующимся частыми взмахами крыльев, часто садящиеся на воду и способные неплохо нырять (особенно многие виды рода Puffinus) как с лёта, так и из сидячего положения.
- Толстоклювые буревестники (Procellaria) (5 видов)
- Пёстрые буревестники (Calonectris) (4 вида)
- Настоящие буревестники (Puffinus) (21 вид)